# Graubauchhabicht
Der Graubauchhabicht (Accipiter poliogaster) ist ein Greifvogel aus der Gattung Accipiter.
Der Vogel kommt in Südamerika vor.

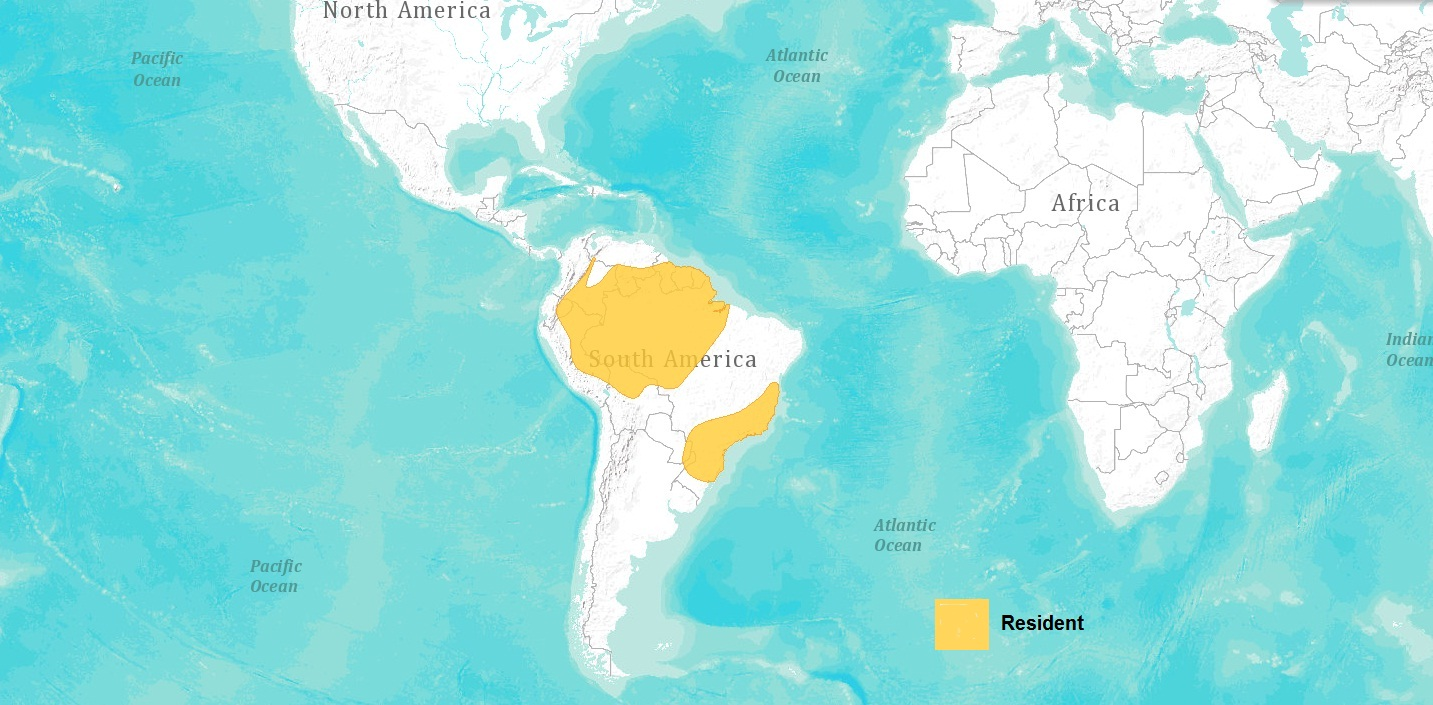
Verbreitungsgebiet

Der Lebensraum umfasst feuchte Waldgebiete östlich der Anden meist unterhalb von 800 m, mitunter aber auch bis 1800 oder gar 1950 m Höhe.

## Merkmale

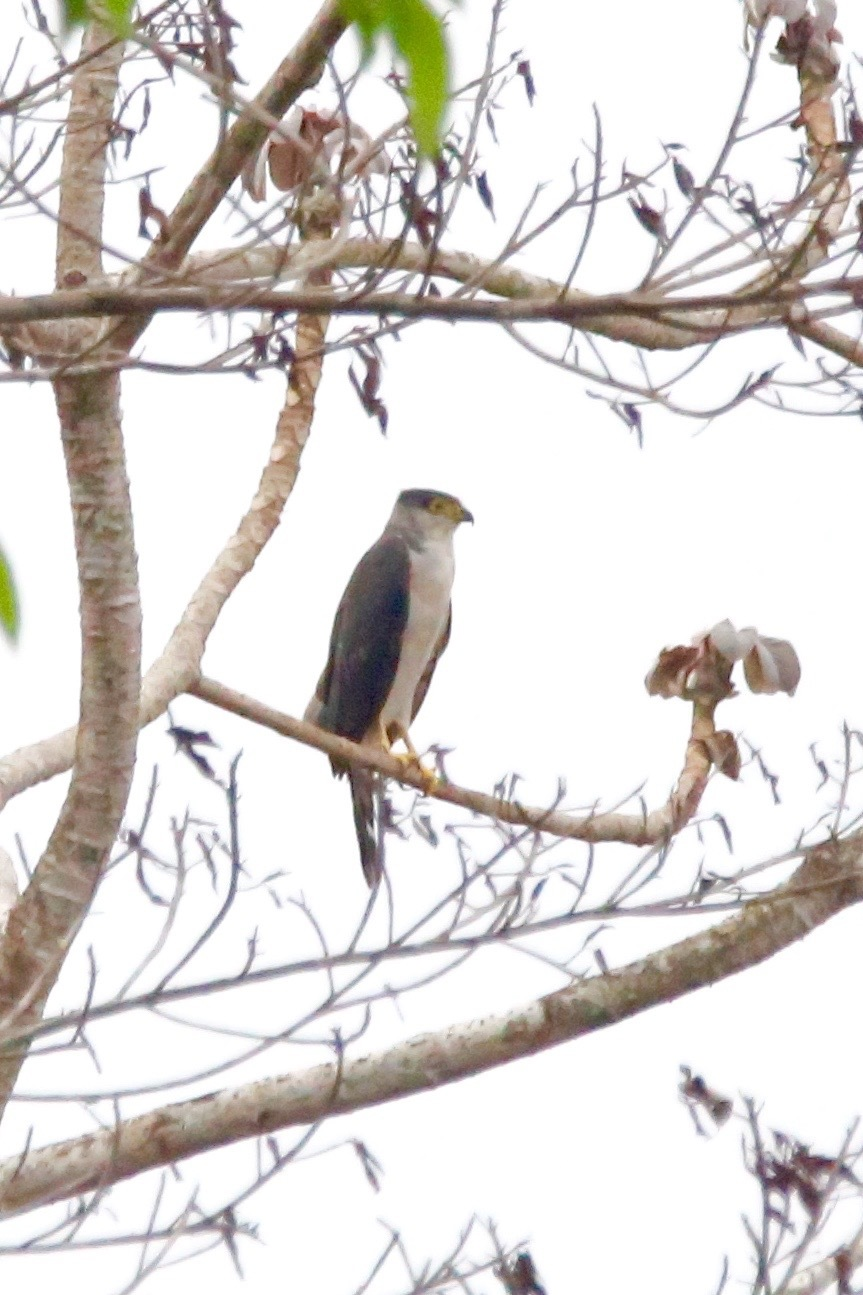
Graubauchhabicht

Die Art ist 35 bis 50 cm groß, das Weibchen ist wesentlich größer, die Flügelspannweite beträgt 69 bis 84 cm. Dieser Habicht hat einen relativ großen Kopf ohne Haube, kurze, gerundete Flügel und einen eher kurzen Schwanz. Scheitel und Rumpf sind schwarz, die Oberseite dunkel schiefergrau, die Wangen schwarz bis grau, der Schwanz weist drei breite graue bis schwarze Binden und eine weiße Spitze auf. Die Unterseite ist blass weißlich-grau, die Flügelunterseite ist ungebändert. Kehle und Unterseite einschließlich Schwanzunterseite sind weiß, Iris, Augenring, Wachshaut und Beine sind gelb. Der Schnabel ist schwarz.
Altvögel können mit dem Graurücken-Waldfalken (Micrastur mirandollei) verwechselt werden, er ist aber größer und hat einen kürzeren Schwanz, ein weniger ausgeprägt gezeichnetes Gesicht und hat außerdem dunklere Schwanzbinden.
Jungvögel sind rotbraun an Hals und Nacken, die Flanken sind schwärzlich gestreift, die Schwanzbinden deutlicher abgesetzt. Sie können mit dem Zweifarbensperber (Astur bicolor) und Jungvögeln des Prachtadlers (Spizaetus ornatus) verwechselt werden, der aber erheblich größer und massiger ist, auch eine längere Haube und komplett befiederte Füße aufweist.
Die Art ist monotypisch.

## Stimme
Der Ruf im Fliegen wird als „kek-kek-kek-kek-kek-kek“ beschrieben, zum Ende hin ausklingend, sonst als Folge kurzer ansteigender Pfeiflaute.

## Lebensweise
Die Art lebt eher versteckt im Walde. Die Nahrung besteht wohl hauptsächlich aus Vögeln, die in typischer Weise von einem versteckten Ansitz aus plötzlich ergriffen werden.
Die Brutzeit liegt wohl in Brasilien um den September herum. Das Nest besteht aus Zweigen im Baumwipfel hoch über dem Boden. Das Gelege besteht aus 2 Eiern, die vom Weibchen bebrütet werden.

## Etymologie und Forschungsgeschichte
Die Erstbeschreibung des Graubauchhabichts erfolgte 1824 durch Coenraad Jacob Temminck unter dem wissenschaftlichen Namen Falco poliogaster. Als Verbreitungsgebiet gab er Brasilien an. Das Typusexemplar hatte er von Johann Natterer aus dem Naturhistorischen Museum Wien. 1760 führte Mathurin-Jacques Brisson die neue Gattung Accipiter ein. Dieser Begriff leitet sich von lateinisch accipiter, accipitris, accipere ‚Falke, fassen, greifen‘ ab. Der Artname poliogaster ist ein Wortgebilde aus altgriechisch πολιος polios, deutsch ‚grau‘ und altgriechisch γαστηρ, γαστρος gastēr, gastros, deutsch ‚Bauch‘. Alfred Laubmann hatte für sein Werk Die Vögel von Paraguay keinen Balg zur Verfügung. Einen Nachweis für das Land in der Literatur sah er nur im Puerto Bertoni im Departamento Alto Paraná Pierre Auguste Joseph Drapiez hatte 1838 das Synonym Falco pectoralis beschrieben. Pectoralis hat seinen Ursprung in lateinisch pectoralis, pectus, pectoris ‚die Brust betreffend, Brust‘. Laubmann sah ihn Falco pectoralis eine eigene Art und schlug die Erstbeschreibung Charles Lucien Jules Laurent Bonaparte zu. Für diese hat er ein Exemplar, das Adolf Neunteufel (1909–1979) bei Cambyretá im Departamento Itapúa gesammelt hatte.

## Gefährdungssituation
Die Art gilt als gering gefährdet (Near Threatened).